# Pseudaristeus
Pseudaristeus is een geslacht van kreeftachtigen uit de klasse van de Malacostraca (hogere kreeftachtigen).

## Soorten
- Pseudaristeus crassipes (Wood-Mason in Wood-Mason & Alcock, 1891)
- Pseudaristeus gracilis (Spence Bate, 1888)
- Pseudaristeus kathleenae Pérez Farfante, 1987
- Pseudaristeus protensus Pérez Farfante, 1987
- Pseudaristeus sibogae (de Man, 1911)
- Pseudaristeus speciosus (Spence Bate, 1881)